# کامپچه، کامپچه
شهر کامپچه (اسپانیایی: Campeche) نام کامل سان فرانسیسکو د کامپچه (اسپانیایی: San Fransisco de Campeche) پایتخت دولت ایالت کامپچه در کشور مکزیک است، این شهر در ساحل کامپچه در کنار خلیج مکزیک قرار دارد.

## آب و هوا
- میانگین بالاترین دما در سال ۳۲٫۷۵ سلسیوس (بالاترین دما ماه مه ۳۵٫۹ سلسیوس)
- میانگین پایین‌ترین دما در سال ۲۱٫۲۵ سلسیوس (پایین‌ترین دما ماه ژانویه ۱۸٫۲ سلسیوس)
- بارش در سال ۱۸۲٫۶ میلی‌متر (بالاترین بارش ماه سپتامبر ۲۰ میلی‌متر / پایین‌ترین بارش ماه مارس ۱ میلی‌متر)

## پیشینه
این شهر در سال ۱۵۴۰ میلادی توسط فرانسیسکو منتخو (Francisco Montejo) که از کنکیستادورهای اسپانیایی بود با نام سان فرانسیسکو د کامپچه روی یک شهر که به دسته قبیله مایا به نام کیمپچ (Kimpech) ساخته شده بود بنا شد. در باره این شهر پیشاکلمبی که به دست اسپانیاییها خراب شد نوشته اند که این شهر دسته کم ۳۰۰۰ خانه و بناهایی مختلف داشته بوده که البته بعد از ساخته شدن شهر کامپچه چیز زیادی از آنچه کیمپچ در گذشته بود دیده نمی‌شود.
در طول بیشتر از ۱۰۰ سال شهر کامپچه مرتب توسط دزدان دریایی و غارتگران در وحشت بود، تا اینکه در سال ۱۶۸۶ ساختن دیوارهایی در این شهر آغاز شد تا جلویی این حمله ها را بگیرد و به مردم شهر آسایش بدهد.

## نام
نام این شهر بر اساس شهری که قبل از رسیدن کنکیستادورهای اسپانیایی در این مکان به دست قبیله مایا ساخته شده بود است. نام این شهر در زمان مایاها کیمپچ (Kimpech) بوده است.

## امروزه
شهر کامپچه هنوز بسیاری از دیوارهای شهر قدیمی که در زمان استعمار اسپانیا برای محافظت شهر ساخته شده بود را نگه داشته. به خاطره حفظ کیفیت معماری این دیوارها این شهر جایگاه خود را به عنوان یک میراث جهانی یونسکو در سال ۱۹۹۹ میلادی به دست آورد.در گذشته اسپانیایی ها در داخل دیواره شهر زندگی می کردند، در حالی که بومیان در اطراف آن زندگی می کردند. در اطراف این شهر هنوز کلیساهای اصلی که در آن زمان ساخته شدند بر پا هستند، یکی از این کلیساها در قسمتی از شهر به نام "گوادالوپ" (Guadalupe) است و تقریباً ۵۰۰ سال از ساخته شدن آن می‌گذرد.

## شهرهای خواهرخوانده
شهر کامپچه ۲ شهر خواهرخوانده دارد
- کتزالتنانگو٬ گواتمالا
- هالیفاکس٬ کانادا

## نگارخانه

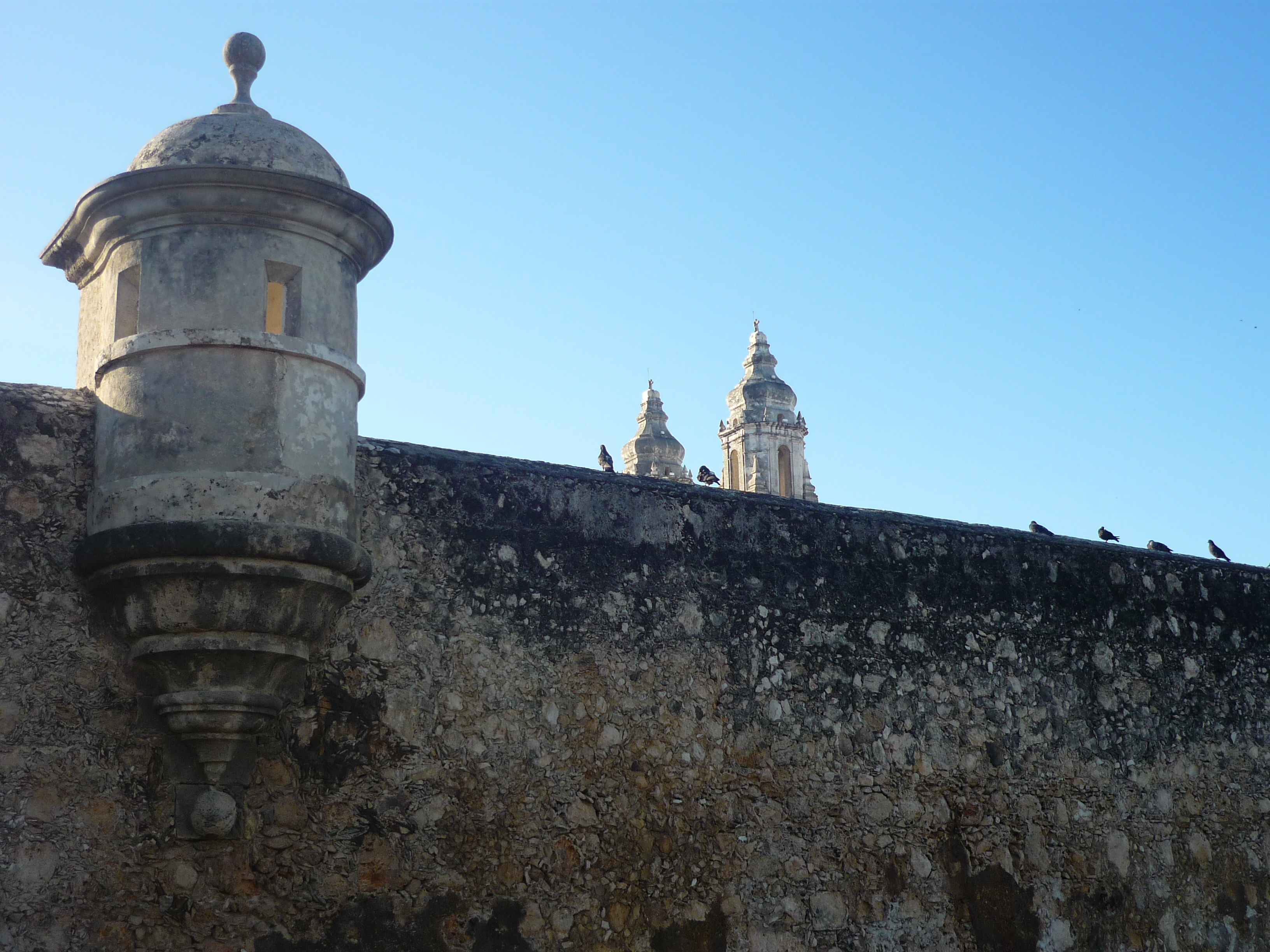
دیوارهای شهر کامپچه
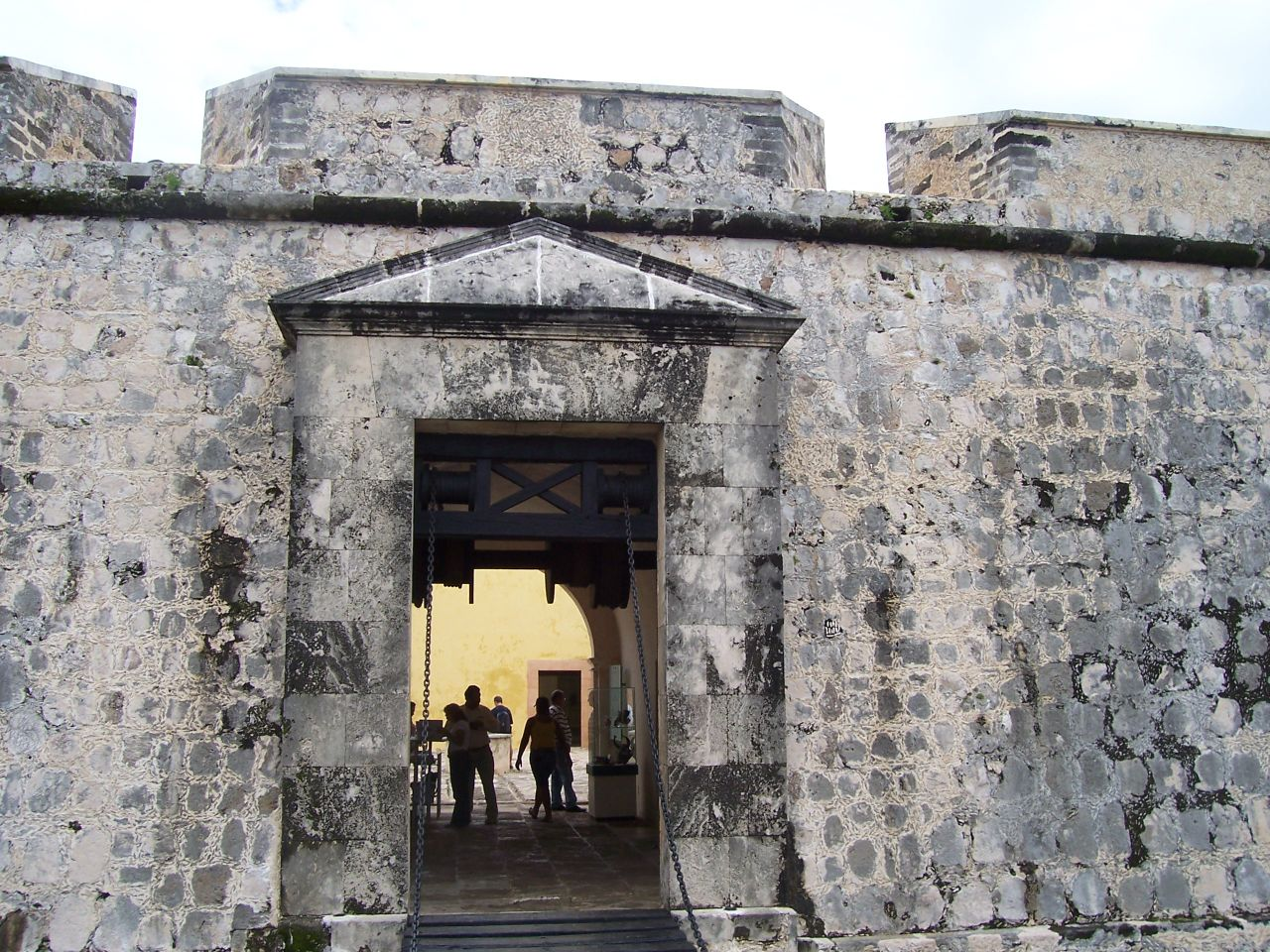
دژ "سن میگل"
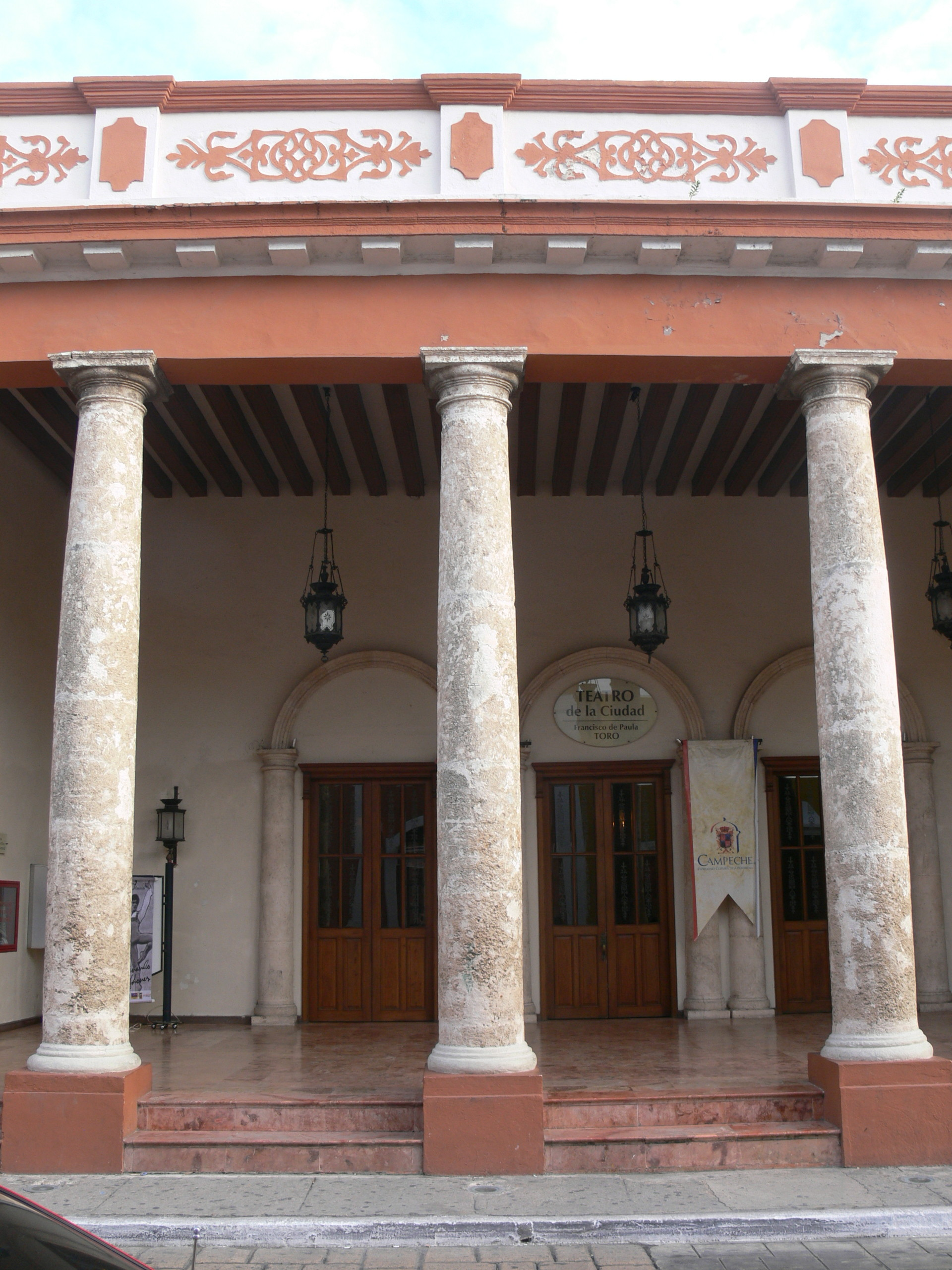
تئاتر "سان پابلو"
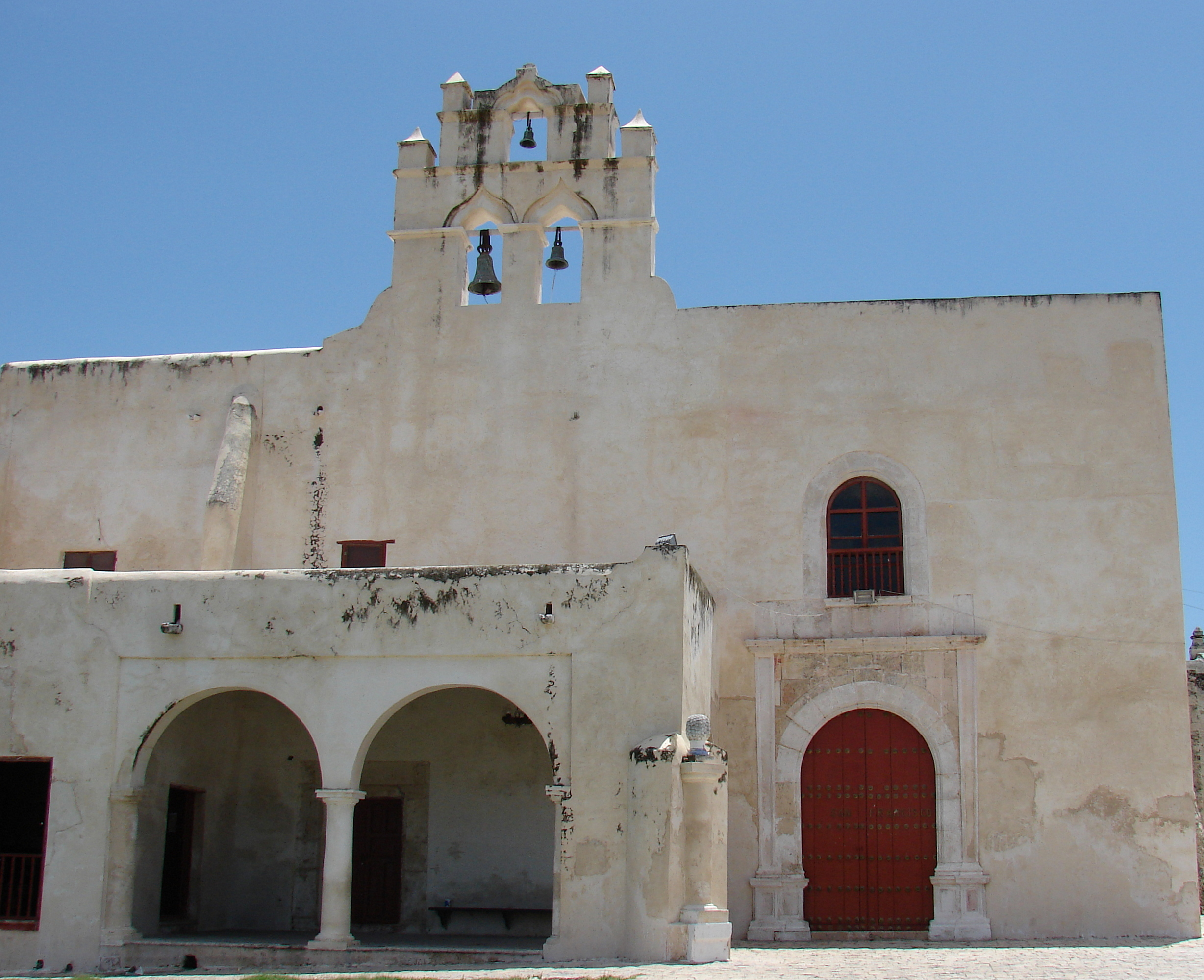
معبد و صومعه "سان فرانسیسکو"
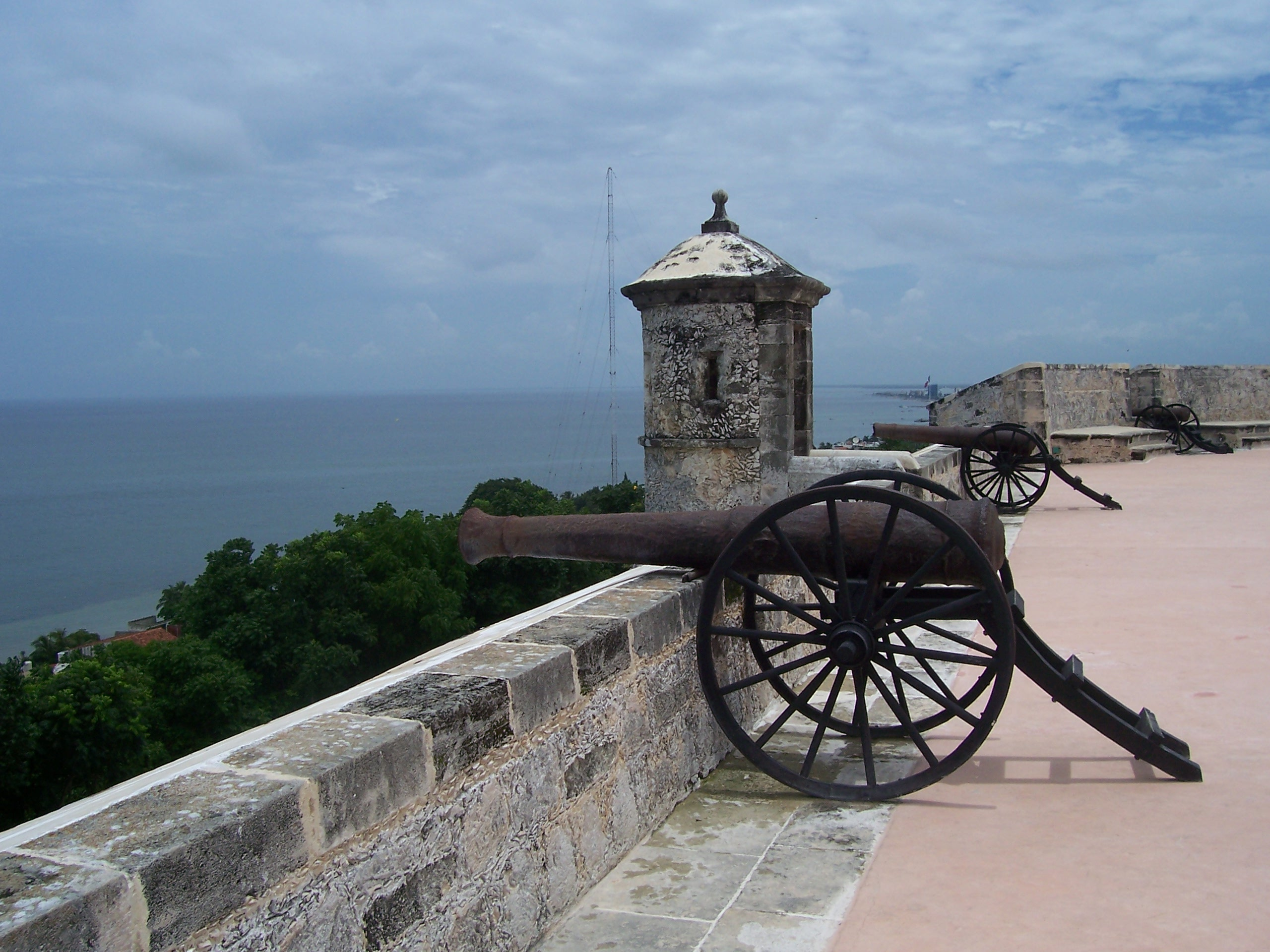
توپ در دژ "سن میگل"
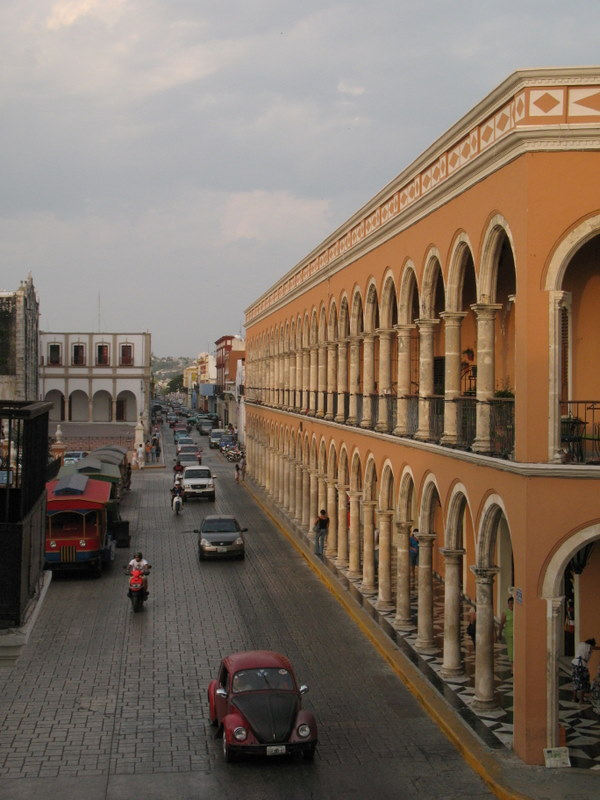
مرکز تاریخی شهر
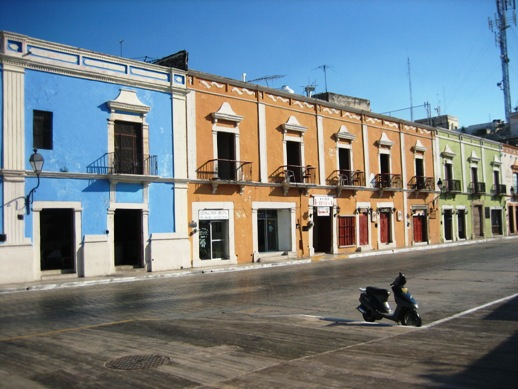
نمای شهر
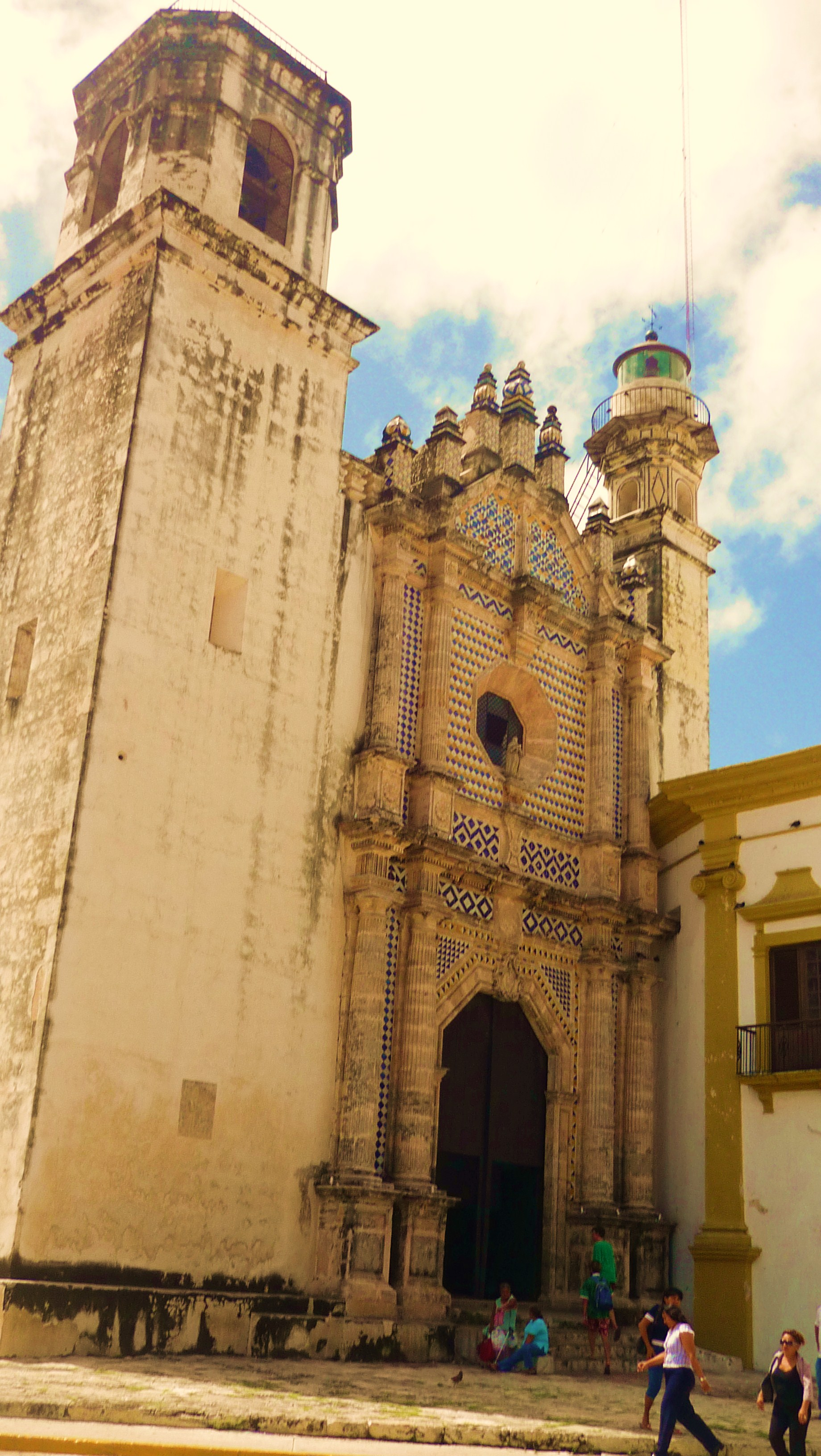
کلیسای "سن خوسه"